# 기 몰레
기 몰레(프랑스어: Guy Mollet, 1905년 12월 31일~1975년 10월 3일)는 프랑스의 정치인으로, 1956년 2월부터 1957년 6월까지 총리를 역임하였다. 총리에 오르기 전에는 노동자 인터내셔널 프랑스 지부(SFIO) 서기장을 맡으면서 여러 내각에서 장관직을 수행하였다. 총리직에 있는 동안 수에즈 위기가 터지고 알제리 전쟁이 고착화되었으며, 이를 적절하게 대처하지 못하자 자리에서 물러나게 되었다. 물러난 뒤에는 샤를 드 골이 재집권하는 데 도움을 주었으나 집권 후에는 반대파로 돌아섰다.

## 생애
1905년 12월 31일 노르망디에 있는 플뢰르에서 직물공의 아들로 태어났다. 릴 대학교를 졸업한 후 아라스에서 영어 교사로 근무하였다. 1921년, 또는 1923년 노동자 인터내셔널 프랑스 지부에 입당하였으며, 1939년 좌파 성향의 교직원 노동조합인 교원연맹의 사무국장이 되었다. 제2차 세계 대전이 벌어지자 육군으로 참전하였다가 1940년 독일군에게 포로로 잡혔으며, 이듬해 석방되었다. 석방된 후에 다시 아라스로 돌아왔으며, 곧 레지스탕스에 가담하였다. 종전 후인 1945년 아라스 시장에 당선되었는데, 그 때부터 죽을 때까지 그 직위를 유지하였다. 1946년부터 SFIO 서기장에 취임하였다. 이후 국무장관, 부총리, 유럽 회의 협회의 의장을 역임하였다. SFIO 서기장으로 있는 동안 처음에는 프랑스 공산당과 협력 관계를 유지할 것을 주장하였지만, 점차 반공주의 노선으로 전환하였다.
1956년 총선에서 피에르 망데스 프랑스와 함께 공화전선을 이끌었으며, 이 선거에서 다수 세력을 형성하자 1956년 2월 총리로 취임하였다. 총리로 재임하던 도중 수에즈 위기가 터지고 알제리 전쟁을 장기화시키면서 정치적 비판에 직면하였다. 결국 1957년 6월 총리직에서 물러났다. 1958년 프랑스 제4공화국이 군부에 의해 위기에 놓이자 샤를 드 골과 회동을 해, SFIO가 드 골 재집권에 찬성하는 결정을 내렸다. 그러나 이후 드 골 정부에 비판적 태도를 취하였다. 1969년 SFIO가 여러 좌파 세력을 규합해 사회당을 새로 창당하면서 서기장직에서 물러났다. 1971년 정계에서 은퇴하였으며, 1975년 파리에서 심장마비로 사망했다.

## 참고
- Polley, Martin (2000). 《An A-Z of Modern Europe Since 1789》. Routledge.
- Tucker, Spencer (2007). 《The Encyclopedia of the Cold War: A Political, Social, and Military History》. ABC-CLIO.